# Morinda persicifolia
Morinda persicifolia là một loài thực vật có hoa trong họ Thiến thảo. Loài này được Buch.-Ham. mô tả khoa học đầu tiên năm 1822.